# NGC 6317
NGC 6317 (również PGC 59708) – galaktyka spiralna z poprzeczką (SBc), znajdująca się w gwiazdozbiorze Smoka. Odkrył ją Lewis A. Swift 2 czerwca 1883 roku.